# Гуреїв Юрій Іванович
Ю́рій Іва́нович Гуре́їв (також Гуреєв, і Гурєєв, нар. 1935, Єнакієве, Донецька область — пом. 16 січня 2008) — український балетмейстер, хореограф, заслужений вчитель України, художній керівник дитячого ансамблю танцю «Подолянчик».

## Життєпис
Народився в селищі Червоний Жовтень міста Єнакієвого. 1947 року переїхав до бабусі у село Стара Гута Вовковинецького району Кам'янець-Подільської області, а в 1948-му — у Вовковинці, де здобув середню освіту. У Вовковинцях брав активну участь у роботі художньої самодіяльності школи та будинку культури — з агітбригадою якого протягом кількох років обійшов усі села району. В численних концертах виступав як актор і учасник масовок у виставах народного театру, читав уривки з прози та поезії, співав, танцював.

## Хореографія
До історії української дитячої хореографії Юрій Гуреїв увійшов як балетмейстер-новатор, змінивши її обличчя. Замість виконання дітками по-дорослому традиційних українських танців у шароварах і жіночих плахтах з вишитими блузками, він ввів стилізовані костюми: для хлопчиків — шорти і сорочки-вишиванки, для дівчаток — коротенькі спіднички, легко вишиті блузки та віночки на головах.
1954 розпочав працювати піонервожатим Вовковинецької школи, також керівником танцювального гуртка районного Будинку піонерів. 1957 року Юрія Гуреїва, як кращого вожатого, переведено до новоствореної Кам'янець-Подільської школи-інтернату. 1960 року заочно закінчив Кам'янець-Подільський педінститут. До 1964 року працював одночасно піонервожатим та учителем російської мови і літератури, в тому ж часі керував ансамблями танцю школи-інтернату та Кам'янець-Подільського педінституту.
Сценографічний запис оригінальних сюжетних танців схвалював Павло Вірський. Гуреїв поставив у ансамблі Вірського 1963 року сюжетний танець «На кузні». Ця хореографічна робота Юрія Гурєєва увійшла до енциклопедичного видання «Українські народні танці» Академії наук України під редакцією П. П. Вірського, як взірець інтерпретації фольклору на сучасній сцені.
1964 року переведений на роботу в хмельницький Палац піонерів балетмейстером ансамблю піонерської пісні і танцю. На основі попереднього танцювального колективу із 16 хлопчиків та дівчаток створив ансамбль танцю «Подолянчик». 1965 року вихованці Юрія Гуреїва посіли 1-ше місце у міському огляді художньої самодіяльності, 1974 року ансамбль став лауреатом Республіканської премії ЛКСМУ імені Миколи Островського. З часом «Подолянчик» став відомим колективом, який об'єднав понад 300 юних артистів.
Юрій Гуреїв розробив 7-річну програму навчання танцю, яку використовують керівники дитячих танцювальних колективів України.
Виступав як хореографічний редактор та рецензент видавництв «Мистецтво», «Музика», «Молодь», «Веселка», інших. Брав участь та виступав з методичними матеріалами на всеукраїнських та міжнародних нарадах, конференціях та симпозіумах, проводив майстер-класи та семінари.
Заслужений учитель України, нагороджений Почесною грамотою Президії Верховної Ради України, медаллю ім. П. Вірського, грамотами Міністерства освіти і науки України, обласними та міськими відзнаками, неодноразово був занесений на міську «Дошку пошани», Всесоюзну «Дошку пошани» у Москві, Всеукраїнську — у Києві. Нагороджений орденами Трудового Червоного Прапора та «Знак Пошани», ювілейними медалями. 2004 року визнаний «Людиною року» міста Хмельницького, номінація «Митець». Лауреат премій імені Богдана Хмельницького в галузі хореографії та премії імені Якова Гальчевського, номінація «культурний діяч».
Вийшли друком збірки «Танцює Подолянчик» (1975 та 1981 року), хореографічні роботи Гуреїва увійшли у збірники «Веселка», «Райдуга», «Сурмач», розробки дитячого сценічного костюму — у книгу «Костюми до шкільного свята» (1985); методичні матеріали — у збірник «Бесіди про танець» (1996). Хореографічна сценка «На кузні» увійшла до енциклопедичного видання «Українські народні танці» Академії наук України — як взірець сучасної інтерпретації фольклорного матеріалу.
1987 року заснував щорічний фестиваль «Зимові Візерунки».
Дружина Жанна Севастьянівна Гуреєва — відмінник освіти України, педагог народного художнього колективу України ансамблю танцю «Подолянчик» палацу творчості дітей та юнацтва. Його син, Іван Гуреєв, продовжує справу батька, очолює Хмельницьку ансамблеву хореографічну школу.
Почесний громадянин Хмельницького. 2010 року у Хмельницькому на приміщенні Палацу творчості дітей та юнацтва встановлено меморіальну дошку Юрію Гуреїву.
У 2015 році Гуреїва вшановували найвищою відзнакою рідного міста Хмельницького — премію імені Богдана Хмельницького у галузі історії, культури і мистецтва.